# Mèo Van
Mèo Van (tiếng Thổ Nhĩ Kỳ: Van kedisi; tiếng Armenia: Վանա կատու (Vana katou), Tây Armenia: Vana gadou; tiếng Kurdish: pisîka Wanê) là một giống mèo nhà bản địa đặc biệt, được tìm thấy ở vùng hồ Van của miền đông Thổ Nhĩ Kỳ. Chúng có kích thước tương đối lớn, có một bộ lông màu trắng phấn, đôi khi với màu sắc hồng hào trên đầu và chân sau và có đôi mắt màu xanh hoặc màu hổ phách hoặc là một mèo hai màu mắt (mỗi mắt một màu). Điều đặc biệt ở giống này là chúng được gọi với biệt danh "mèo bơi" và có thể quan sát chúng bơi ở hồ Van.
Mèo Van tự nhiên thường được cho là giống cơ sở của giống mèo Van Thổ Nhĩ Kỳ, được tiêu chuẩn hóa và được công nhận bởi nhiều tổ chức yêu thích mèo; nó đã được quốc tế chọn lọc c1 lai tạo một cách nhất quán, tạo nên mô hình sinh sản mèo Van, có màu đầu và đuôi hồng hào trên nền lông trắng. Tuy nhiên, một trong những tác phẩm của những người sáng lập giống mèo này lại cho thấy rằng bốn con mèo ban đầu được sử dụng để tạo ra giống mèo này chính thức lại đến từ các vùng khác của Thổ Nhĩ Kỳ so với khu vực hồ Van. Chữ "Turkish Vankedisi" được viết hoa và viết cạnh nhau được một số tổ chức sử dụng gây dễ gây nhầm lẫn và cụm từ này được họ sử dụng nhằm miêu tả các con mèo có bộ lông trắng hoàn toàn, của giống Mèo Van Thổ Nhĩ Kỳ.